# Giorgio Ascanelli
Giorgio Ascanelli (Ferrara, Italia; 23 de febrero de 1959) es un ingeniero italiano que trabaja en la Fórmula 1. Actualmente es jefe de tecnología de Brembo, suministrador de frenos.

## Trayectoria
Ascanelli comenzó su carrera deportiva en 1985 como ingeniero de cálculo en Ferrari. Después de dos años de procesamiento de datos numéricos, pasó a Abarth a través de programa de reunión de Fiat, trabajando como ingeniero, pero a finales del mismo 1987 regresó a Ferrari y comenzó a trabajar como ingeniero de carrera de Gerhard Berger. Esta unión duró tres temporadas, hasta que Berger dejó Ferrari para correr con McLaren.
Ascanelli se incorporó a Benetton en 1990 de la mano de su antiguo superior en Ferrari, John Barnard. Giorgio fue el ingeniero de Nelson Piquet durante dos temporadas, pero después de la marcha de Barnard y de la decisión de Piquet de retirarse, Ascanelli fichó por McLaren para la temporada 1992, a petición de Gerhard Berger. Terminó trabajando con el compañero de equipo de Berger, Ayrton Senna, las dos siguientes temporadas. Durante el 1993 llegaron algunas de las victorias más famosas del tricampeón brasileño.
Cuando Senna fue contratado por Williams en 1994, Ascanelli no permaneció en McLaren y regresó a Italia en 1995 para trabajar nuevamente con Berger y Barnard. Concretamente, Giorgio se convirtió en jefe de ingeniería en pista en Ferrari, supervisando tanto a Berger como al otro piloto, Jean Alesi. Ascanelli permaneció en ese cargo hasta principios de 1998, cuando se anunció que no iba a viajar a las carreras de ese año, puesto que sus tareas fueron asumidas por Ross Brawn. A pesar de este cambio de funciones, Ascanelli se quedó en Ferrari. Después de un período a cargo de la investigación y el desarrollo en Ferrari estuvo involucrado en el enlace técnico entre la Scuderia y Prost Grand Prix. Luego se trasladó a Maserati Corse, donde dirigió el departamento de competición.
En abril de 2007, Ascanelli regresó a la F1 con la Scuderia Toro Rosso, siendo nombrado nuevo director técnico de la formación de Faenza. La escudería logró su primera victoria en el Gran Premio de Italia de 2008. A mediados de 2012, su ausencia en los Grandes Premios fue objeto de varias especulaciones. En septiembre de 2012, Toro Rosso confirmó que Ascanelli había abandonado el equipo.